# Проспект Масленникова
Проспе́кт Ма́сленникова расположен в Октябрьском районе Самары. Важная для города транспортная артерия.
Начинается от улицы Ново-Садовой, пересекается с Автобусным проездом, с улицами Скляренко, Мичурина, Гая, Подшипниковой. Заканчивается пересечением с Московским шоссе. Протяжённость – 1,7 км.

## Этимология годонима
Бывший переулок у завода № 42, 17 октября 1934 года переименован в проезд, а с 26 января 1956 года в проспект имени Масленникова. В Самаре Александр Масленников (1890—1919) был членом горкома большевиков и депутатом Совета, в дальнейшем секретарём в ВСНХ, а в начале мая 1918 года стал председателем ревкома. 2 апреля 1919 года в Омске был арестован колчаковцами и 18 апреля расстрелян.

## Транспорт

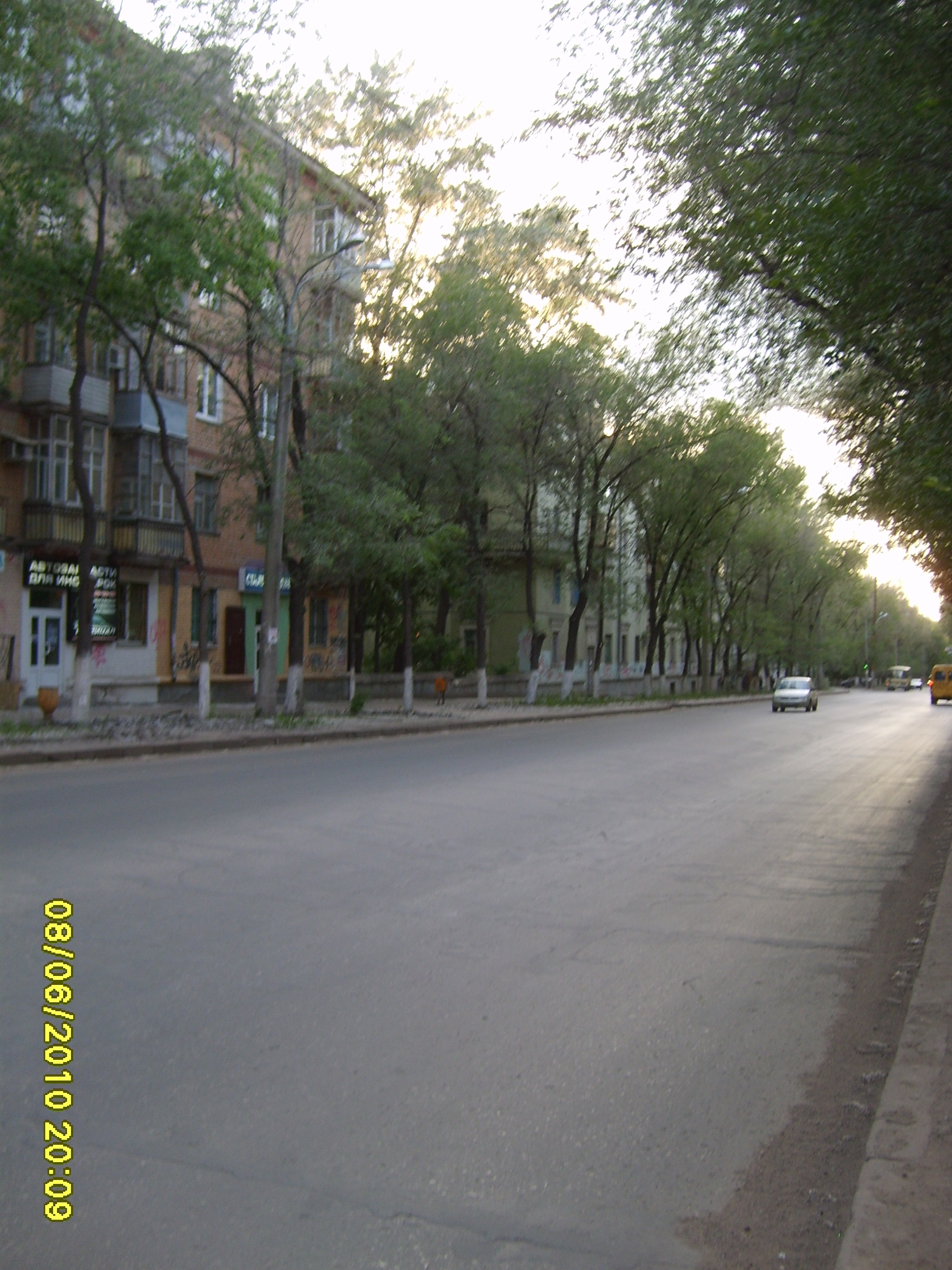
Проезжая часть проспекта Масленникова летом

Важное значение эта дорога приобрела в начале XX века, когда в Самаре был построен Трубочный завод (позже — завод имени Масленникова), от которого и брал начало заводской переулок, превратившийся позже в проезд, ведущий к Шоссейной дороге (ныне — Московское шоссе).
В 1930-х годах проезжая часть была вымощена булыжником (в частности, перекрёсток с улицей Мичурина). Во второй половине XX века было уложено асфальтовое покрытие.
Сегодня неширокий проспект Масленникова соединяет две основные городские магистрали — улицу Ново-Садовую и Московское шоссе. Спроектированный в советское время проспект (две транспортных полосы в каждую сторону) не рассчитан на современный трафик, из-за чего на пр. Масленникова часто образуются заторы и «пробки». Ситуацию ухудшает состояние дорожного полотна. Газета «Новости недвижимости» назвала проспект Масленникова «эпицентром пробок в Самаре».
Для Самары, и без того страдающей проблемой пробок, временная потеря проспекта Масленикова – настоящая катастрофа.
По улице проходят:
- троллейбусы № 4, 15, 19 маршрутов;
- автобусы № 2, 22, 23, 47 муниципальных маршрутов, а также коммерческих маршрутов № 4, 347.[6]

Станция метро «Российская» находится в двухстах метрах от пр. Масленникова (по Автобусному проезду в сторону ул. Луначарского).
Трамваем можно доехать до пересечения проспекта Масленникова с улицей Ново-Садовой. Ранее остановки транспорта на этом месте назывались «Дворец культуры „Звезда“», затем «Культурно-развлекательный центр „Звезда“», в 2021 году остановка была переименована в «Самарский филиал Третьяковской галереи».

## Здания и сооружения
В начале XX века на месте проспекта Масленникова был дачный посёлок.
В квадрате современных улиц Скляренко, Ново-Садовой, Панова и проспекта Масленникова в 1910 году по типу Николаевских казарм в Москве строились казармы № 5 гусарского Александровского полка и казармы 5-го артиллерийского дивизиона. Доработку проекта и надзор за строительством осуществлял архитектор Черноморченко. В память об этом названа небольшая Артиллерийская улица, проходящая параллельно проспекту Масленникова.
Завод имени Масленникова стал возводить в этом районе жилые дома для своих работников в 1930-х годах.
Сегодня в застройке проспекта преобладают пятиэтажные здания, построенные в 1950—1960 годах. Значительная доля местных жителей — это в основном пожилые люди, пенсионеры, бывшие заводские инженеры и рабочие, получившие здесь жильё ещё в советское время.
Во многих зданиях, выходящих на проспект, на первых этажах располагаются магазины и различные учреждения. Большая часть коммерческих объектов, расположенных на проспекте, заняты компаниями, представляющими сферу торговли и услуг.
Чётная сторона
- № 2 — 9-й центральный военный завод [уточнить]
- № 4 — Автомобильный ремонтный завод (филиал в Самаре)
- № 6 — бывшая территория воинской части (бензозаправка, квашпункт, овощехранилище на 100 тонн, солдатская столовая и три хранилища для техники). Планируется под застройку[11]
- № 22 — Средняя общеобразовательная школа № 144
- № 26 — Самарское областное училище культуры, бывший административный корпус[12]. Здание построено в 1950 году, выполнено в стиле неоклассицизма. На 2022 год здание, признанное объектом культурного наследия, находится в аварийном состоянии[13].
- православная часовня в честь Жён-Мироносиц (Московское шоссе, 10Б)

Нечётная сторона
- Автосалон «Hyundai»
- № 3 — стадион «Волга»
- № 37 — Институт управленческих технологий и аграрного рынка[14], Самарский филиал Московского государственного университета печати

На пересечении проспекта Масленникова и улицы Ново-Садовой находится бывшая «Фабрика-кухня завода имени Масленникова» — двухэтажное здание, выполненное в форме серпа и молота, сегодня в нём располагается филиал Третьяковской галереи.

## Почтовые индексы
443056: Чётные: 14—26, 40—44, Нечётные: 21—49

443068: Чётные: 4—12, Нечётные: 1—19